# デイビッド・ミュアー
デイビッド・ジェイソン・ミュアー（英語: David Jason Muir、1973年11月8日 - ）は、アメリカのジャーナリスト、アンカー。アメリカン・ブロードキャスティング・カンパニー（ABC）のニュース部門・ABCニュースで『ABCワールド・ニュース・トゥナイト』アンカー兼編集長、ニュースマガジン『20/20』共同アンカーを務めている。国内及び国際的なジャーナリズムで複数のエミー賞とエドワード・R・マロー賞を受賞している。
ティンダル・リポートによると、自身のニュース報道は2012年と2013年に最も多く放送された。ミュアーはアメリカで最も有名なジャーナリストの1人になった。2019年現在、『ワールド・ニュース・トゥナイト・ウィズ・デイビッド・ミュアー（World News Tonight with David Muir）』は、アメリカで最も視聴されているニュース番組となっている。

## 幼少期
ニューヨーク州シラキュースのカトリックの家庭 に生まれ、オノンダガヒルで育った。ミュアーには、年上の兄弟が1人、義理の兄弟が2人、6人の姪と3人の甥がいる。子供の頃、毎晩家族と一緒にABCニュースの主力番組を見ており、長年のアンカーであるピーター・ジェニングスを自身のジャーナリズムへの最大の影響力として認めている。1991年5月にオノンダガ中央中学校（Onondaga Central Junior-Senior High School）を卒業し、地元のイサカ・カレッジに通い、1995年5月にジャーナリズムの学士号を取得して優等で卒業した。高校時代、シラキュースのWTVH-TVでインターンをした。大学にいる間、「テレビのニュースマンのカット（The cut of a TV newsman）」を持っているとミュアーに言った教授に触発された。ミュアーは、ジョージタウン大学のアメリカ研究基金の政治ジャーナリズム研究所で学期を過ごし、スペインのサラマンカ大学で国際学生教育研究所で別の学期を過ごした。

## キャリア

### WTVHテレビ
1994年から2000年まで、ニューヨーク州シラキュースのWTVH-TVでアンカー兼リポーターとして働いていた。1995年のイスラエル首相のイツハク・ラビン暗殺後のエルサレム、テルアビブ、イスラエル、ガザ地区からのミュアーのリポートは、ラジオ＝テレビジョンニュースディレクター協会から最高の栄誉を獲得した。AP通信は、ベスト・エンタープライズ・リポーティング（Best Enterprise Reporting）とベスト・テレビジョン・インタビュー（Best Television Interview）を授与した。シラキュース記者クラブは「ベスト・ローカル・ニュースキャスト（Best Local Newscast）」のアンカーとして認め、シラキュースの「ベスト ローカル・ニュース・アンカーズ（Best Local News Anchors）」の1人に選ばれた。

### WCVBテレビ
2000年から2003年まで、ボストンのWCVBテレビのアンカー兼リポーターを務め、調査報道で地域のエドワード・R・マロー賞を受賞し、2001年9月11日の同時多発テロで関与したハイジャック犯の経路を追跡した功績でナショナル・ヘッドライナー賞（National Headliner Award）とAP賞を受賞した。AP通信も、ミュアーのニュースアンカーとリポートを認めた。

### ABCニュース

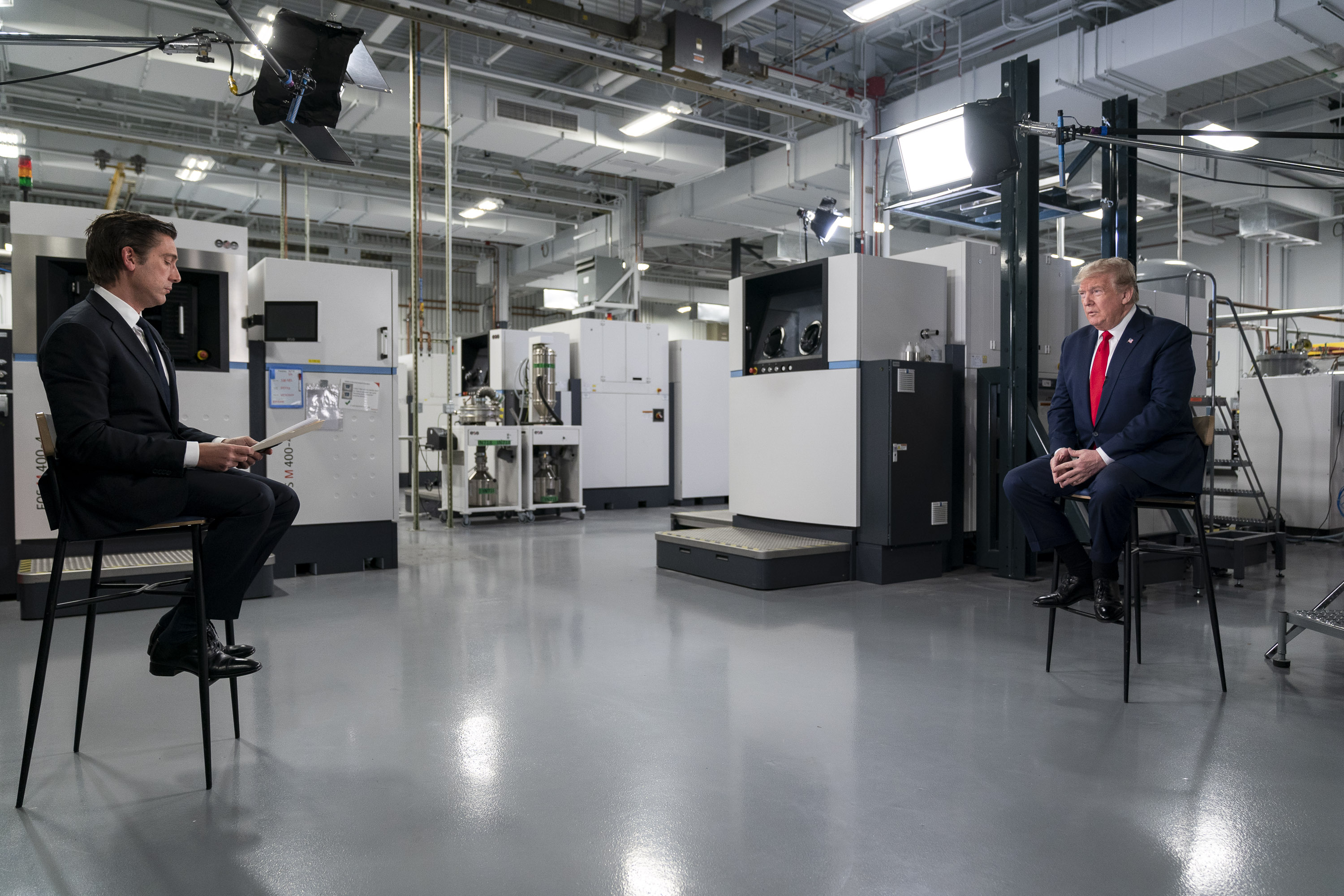
2020年にドナルド・トランプ大統領にインタビューするミュアー

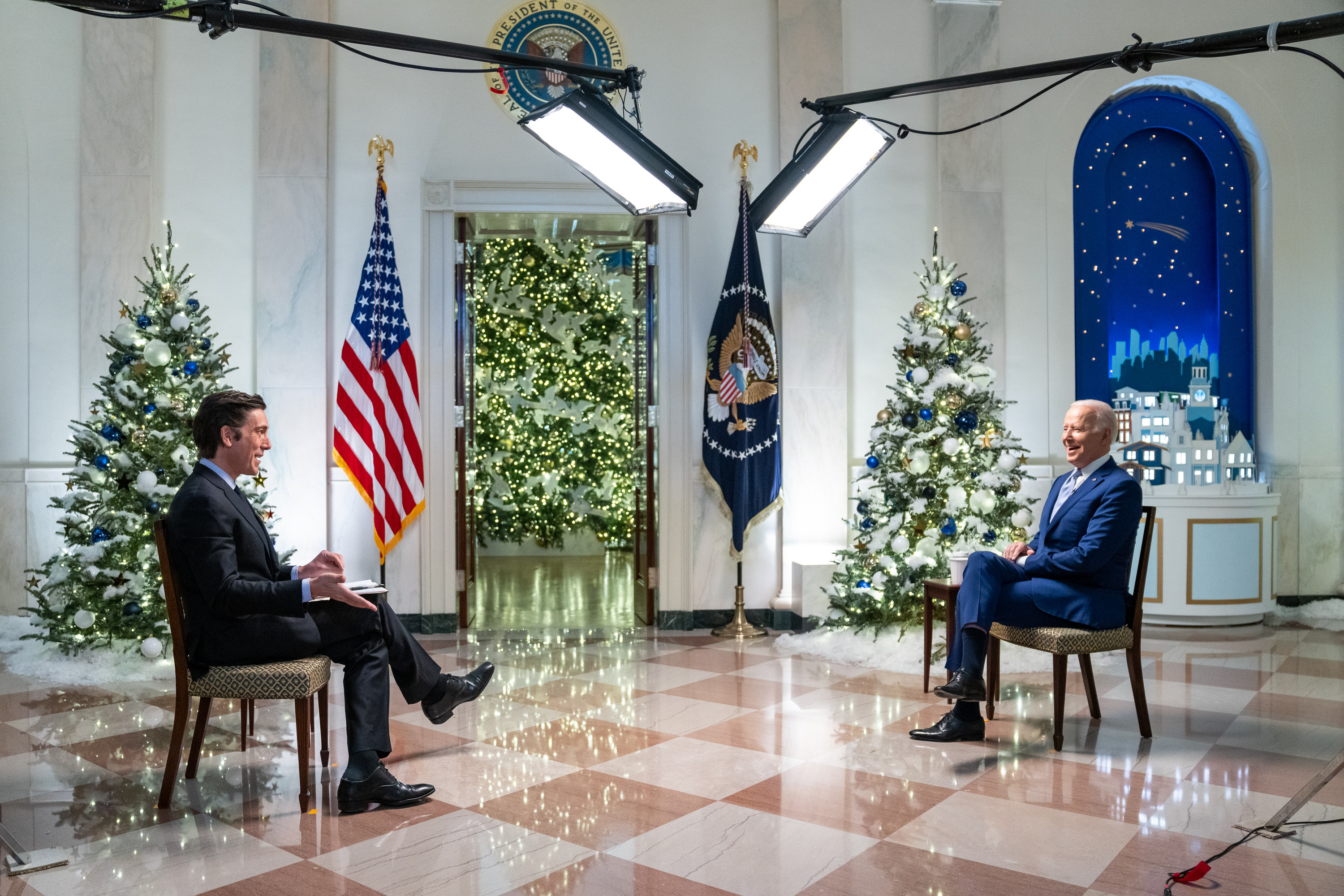
2021年にジョー・バイデン大統領にインタビューするミュアー

2003年8月、ABCニュースに未明のニュース番組『ワールドニュース・ナウ』のアンカーとして参加した。また、ABCニュースの早朝のニュース番組『ワールドニュース・ディス・モーニング（現：アメリカ・ディス・モーニング）』のアンカーにもなった。2007年6月から、『ワールドニュース・サタデー（World News Saturday）』のアンカーを務めた。2006年、そして時折その後、ニュースマガジン『プライムタイム』の共同アンカーを務めた。2012年2月、週末のニュース番組のアンカーとなり、その放送は『ワールドニュース・ウィズ・デイビッド・ミュアー』と名付けられた。週末の夜の放送の視聴率が上昇したことで静かに認められている。2013年3月、エリザベス・バーガスと共にABCの『20/20』の共同アンカーに昇格した。
2005年9月、ハリケーン・カトリーナが直撃した際、ミュアーはニューオーリンズのスーパードーム内にいて、ニューオーリンズにとどまり、進行中の人道危機について報告した。リポートは、病院内に閉じ込められた患者を見つけるために、ミュアーと彼の写真家がブロックを求めて胸の深さの水域を歩いていたため、コンベンションセンターと慈善病院内の悪化している状況を明らかにし、強調した。
2006年10月にイスラエル・レバノン国境から、イスラエルとヒズボラとの戦争について報告した。2007年3月にハマスのクーデターを取材するためにガザにいて、ガザ地区の内部から報道していた。同年10月、20年以上で最悪の地震がペルーを襲った後、ミュアーは現地に派遣された。
2008年9月、チェルノブイリ原発事故から20年以上が経過したウクライナから報告した。2009年4月、デイビッド・ミュアーとダイアン・ソイヤーは、「ニューヨーク・デイリーニューズ」で説明されているように、アメリカの銃が「不穏な結果」を得ていることについて『20/20』時間を報告した。
2009年5月、『20/20』に関するミュアーのリポートにより、アメリカでホームレスの子供の数が大幅に増加していることが明らかになった。BPの油流出を調査するために、メキシコ湾に何度も足を運んだ。2011年4月、ハリケーンの後にハイチから報告し、女性に対する攻撃を報告するために戻ってきた。
2010年1月、何万人もの子供達が孤児となり、国の建物や基本的なサービスが破壊されるなど壊滅的な地震が発生したハイチを訪れた。マグニチュード7.0の地震で22万人以上が死亡し、多くの人が負傷した。地震発生以来、何度もハイチに戻り、首都・ポルトープランスで女性への攻撃とメンタルヘルスの危機が広がっていることを明らかにした。
2011年6月、エジプトの政治革命中のタハリール広場と、日本の東日本大震災による津波と原子力発電所の事故に続く福島から報告した。ミュアーは、ソマリアのモガディシュからの報告とその後の帰国について、デイリー ・ビースト（Daily Beast）に「ソマリアの深刻な飢饉の内部（Inside Somalia's Crippling Famine）」について書いている。また、コネチカット州ニュータウンでの数時間の悲劇の展開にとどまり、バラク・オバマ大統領（当時）が町を訪れた時に現場から報告した。また、コロラド州オーロラの映画館での銃乱射事件、ミズーリ州ジョプリンから破壊的な竜巻の余波、アリゾナ州ツーソンから、ギャビー・ギフォーズ下院議員が銃撃され、他に6人が死亡したことを報告した。
2012年11月、アメリカ大統領選挙でABCの主要特派員の1人を務めた。共和党候補のミット・ロムニーとのインタビューは、アメリカの経済と移民政策の問題に関する全国的な見出しを生み出した。エミー賞にノミネートされたアメリカ経済に関する「メイド・イン・アメリカ（Made In America）」シリーズは、ミュアーの放送の継続的な特集である。ABCの『ザ・ビュー』など、他のテレビ番組にもこのシリーズを持ち込んでおり、ゲストの共同ホストを務めている。
2013年1月、イラン国内から報告し、核交渉に至った。ミュアーは飢饉についてソマリアのモガディシュから報道した最初の西側ジャーナリストだった。ミュアーと彼のチームは、モガディシュからの報告中に攻撃を受けた。同年には、その報道によりエドワード・R・マロー賞を受賞した。
2014年6月27日、ABCニュースは、ミュアーがダイアン・ソイヤーの後任として、同年9月1日から平日夕方のニュース番組のアンカー兼編集長に就任すると発表した。2015年4月、『ABC ワールド・ニュース・トゥナイト・ウィズ・デイビッド・ミュアー（ABC World News Tonight with David Muir）』は、2009年9月7日以来初めて『NBCナイトリーニュース』を上回り、国内で最も視聴された夕方ニュース番組になった。
2016年3月、アメリカのヘロイン危機に関する1年にわたるリポートを発表し、そのリポートでCINEゴールデン・イーグル賞を受賞した。
2021年、以前は2014年から2020年まで『グッド・モーニング・アメリカ』アンカーのジョージ・ステファノプロスが務めていた役割であった、ABCニュースのニュース速報と特別イベント報道の主要アンカーになった。

## 栄誉
2011年5月にニューヨーク州のイサカ・カレッジで卒業式の演説を行い、ミュアーは卒業生に自分の声を使うように促した。2015年3月13日、同カレッジは同窓生であるミュアーに名誉文学博士号を授与し、ジェシカ・サヴィッチジャーナリズム優秀賞（Jessica Savitch Award of Distinction for Excellence in Journalism）を授与した。
2013年の「TVウィーク」は、ミュアーを「テレビニュースで注目すべき12人（12 to Watch in TV News）」の1人と呼んだ。2014年には、「ピープル」誌の最もセクシーな男性の1人に選ばれた。
2015年5月8日、マサチューセッツ州のノースイースタン大学で卒業式の演説を行った。式典では、名誉メディア博士号が授与された。
2018年5月12日、ウィスコンシン州マディソンにあるウィスコンシン大学マディソン校で卒業式の演説を行った。
2022年5月15日、ニューヨーク州シラキュースのシラキュース大学で卒業式の演説を行った。